# Graphium sarpedon

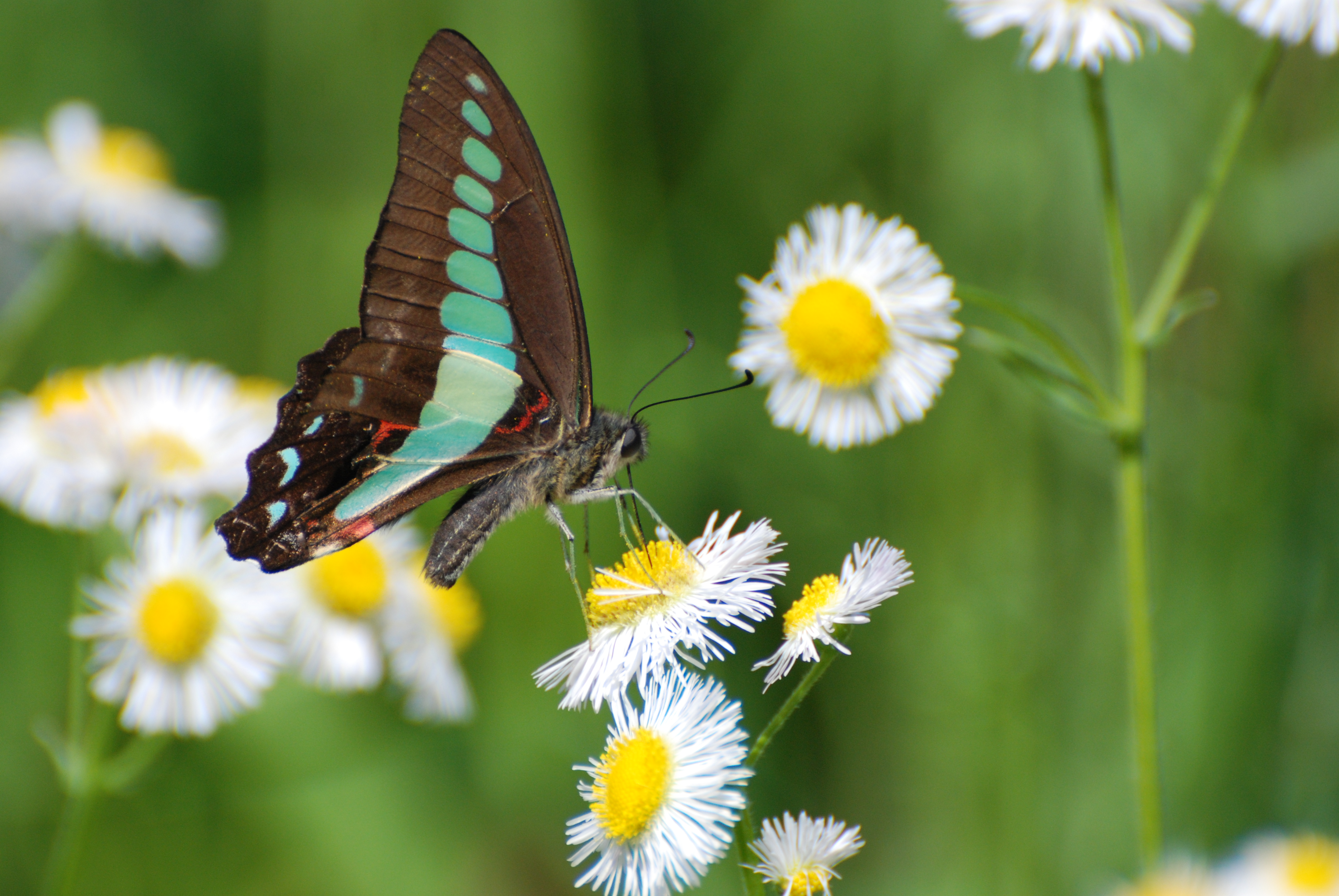
Graphium sarpedon en Osaka, Japón.

Graphium sarpedon, conocida como botella azul y  mariposa triángulo azul en Australia, es una especie de mariposa de la familia Papilionidae. Es nativa del sur y sureste de Asia, así como el este de Australia. Hay aproximadamente dieciséis subespecies con diferentes distribuciones geográficas. Destaca por tener quince tipos de fotorreceptores sensibles a la luz ultravioleta y a la luz visible para el ojo humano, superando a los cuatro de la mayoría de las aves.

## Descripción

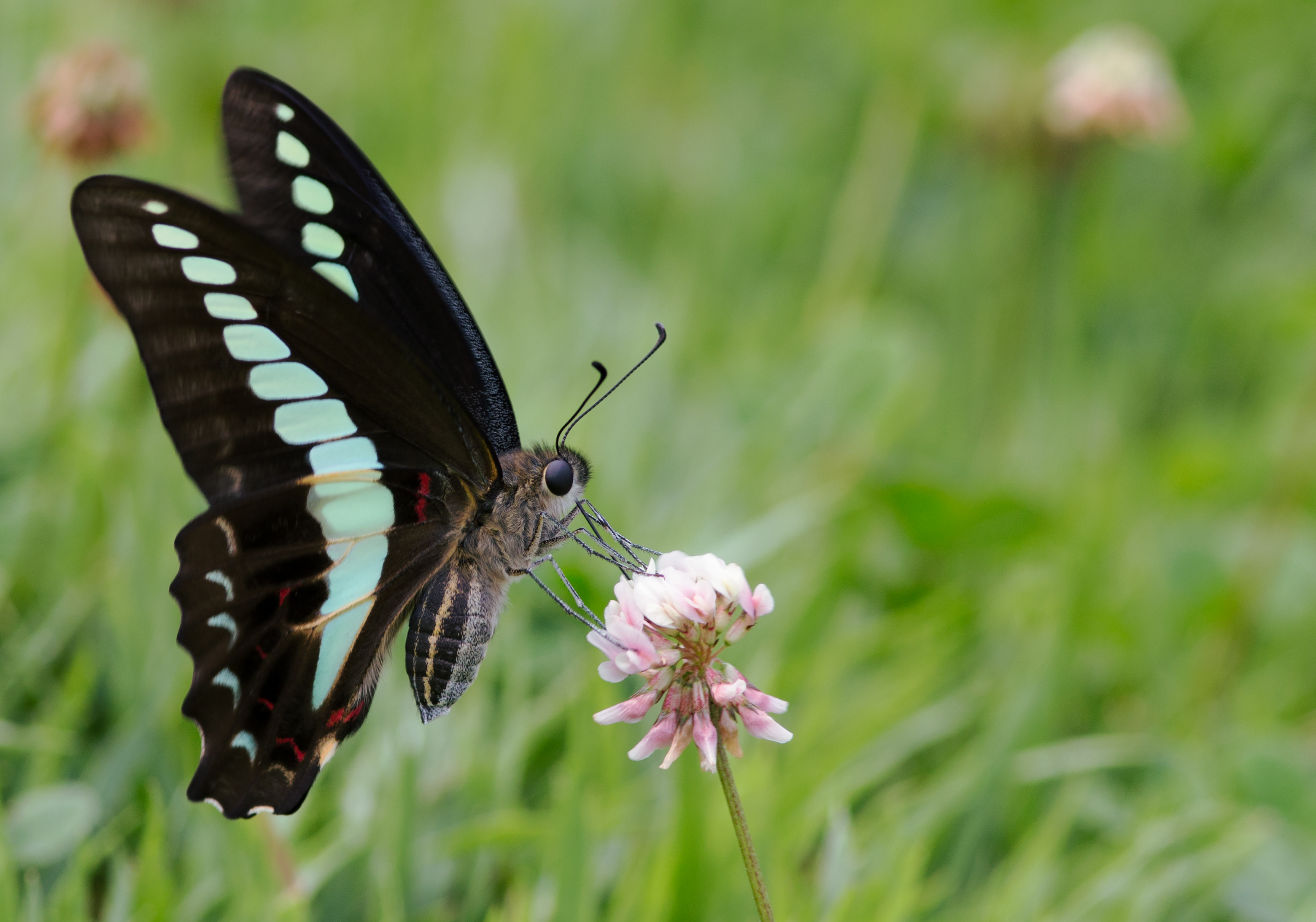
Graphium sarpedon en el Jardín Keitakuen del parque Tennoji en Osaka.

Posee la parte superior negro opaco, las alas anteriores y posteriores se cruzan desde arriba del área tornal en el ala trasera hasta cerca del ápice del ala anterior por una banda media semihialina ancha azul pálido que es más ancha en el medio, más o menos verdosa y macular anteriormente; la porción de la banda que cruza los espacios intermedios 6, 7 y 8 en el ala trasera blanca; más allá de la banda en el ala trasera hay una línea subterminal de lúnulas azules delgadas. Envés similar, color de fondo marrón oscuro. Ala posterior: una banda subbasal corta comparativamente ancha desde la costa a la vena subcostal, y el área posdiscal entre la banda azul medial y las lúnulas subterminales de un negro aterciopelado atravesada por las venas pálidas y transversalmente, excepto en los espacios intermedios 6 y 7, por estrechas líneas carmesí; por último, una mancha carmesí cerca del ángulo tornal con una mancha admarginal de color blanco amarillento debajo. Antena, cabeza, tórax y abdomen marrones, cabeza y tórax teñidos de gris verdoso; abajo: el palpo, el tórax y el abdomen tocados con un blanco sucio, el abdomen con dos líneas laterales blanquecinas.
El macho tiene un pliegue abdominal, provisto de un mechón de pelos blancos largos y algo rígidos.
Raza teredon, Felder. (Sri Lanka e India del sur) se distingue en ambos sexos por la banda medial más estrecha que cruza las alas anteriores y posteriores. Posee un color más brillante, el contraste entre el verde de la parte superior y el azul de la parte inferior de la banda medial es más vivo.

## Hábitat
Graphium sarpedon es principalmente un habitante de selvas tropicales húmedas de altitudes bajas (por debajo de 1600 m (5000 ft)). En estas elevaciones, se suele ver volando justo por encima del dosel de los árboles. Las larvas de esta mariposa se alimentan en árboles de la familia de laurel, el cual incluye al árbol de canela, y han ampliado su gama para incluir plantaciones de árboles de canela. En el este de Australia, se han adaptado a un ambiente subtropical más seco, y es comúnmente visto en jardines suburbanos en Queensland y Nueva Gales del Sur.

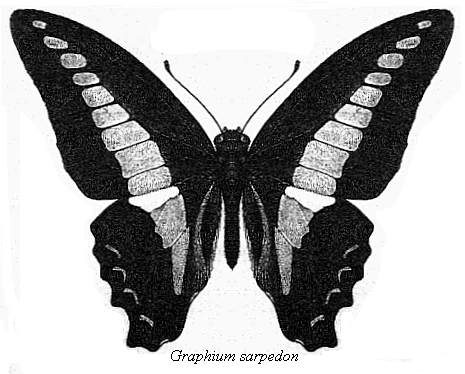
Subespecie G. s. bingham - ilustrado en el libro The Flora of British India.

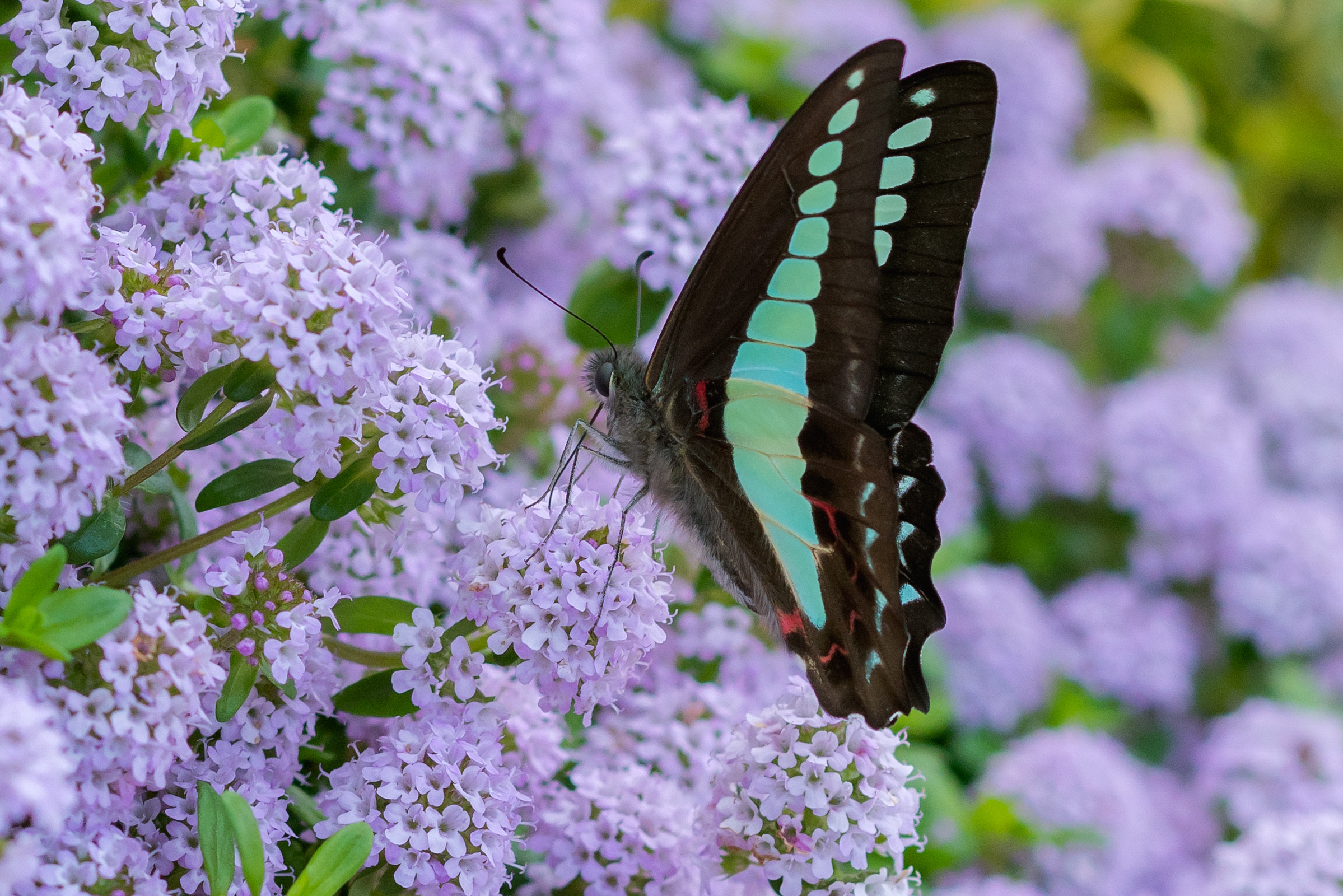
Graphium sarpedon en Odaiba en el centro de Tokio.

Las distribuciones conocidas de algunos de la dieciséis subespecies:
- G. s. sarpedon (Linneo, 1758) - India, Sri Lanka
- G. s. teredon - India, Sri Lanka
- G. s. semifasciatus - China
- G. s. connectens - China, Taiwán
- G. s. nipponum - Japón
- G. s. messogis - Indonesia, Islas Salomón, Nueva Guinea
- G. s. islander Monastyrskii, 2012 - Vietnam[3]
- G. s. wetterensis Okano, 1993 - Indonesia, Islas menores de la Sonda, Isla más húmeda
- G. s. choredon - este de Australia
- G. s. luctatius - Malasia
- G. s. isander (Godman & Salvin, 1888) - Isla Bougainville, Islas Shortland, Isla de Santa Isabel, Isla de Guadalcanal, Isla Florida, Isla Choiseul
- G. s. adonarensis (Rothschild, 1896) - Sumbawa, Islas Flores, Adonara. (2013)[4]

Las subespecies que se encuentran en la India ocurren en la India del sur en el Ghats occidentales y en el Himalaya desde Cachemira en el oeste hasta Myanmar.

## Comportamiento
Los machos son conocidos por su hábito de alimentarse junto a los bordes de los charcos, a menudo al borde de la carretera. Ocasionalmente, se ven hasta ocho en el mismo charco. También se sabe que se sienten atraídos por excrementos de animales, cadáveres e insectos en estado de descomposición.
Se ha registrado como migrante en el sur de la India y se sabe que se encharcan durante su migración. Se ha considerado que la mariposa comprende hasta el 5 % de la población de mariposas migratorias durante un periodo de 72 horas en las colinas de Nilgiri.